# Ilf i Pietrow
Ilja Ilf (Ilja Arnoldowicz Feinsilberg lub ros. Илья Арнольдович Ильф, 1897–1937) i Jewgienij Pietrow (Jewgienij Pietrowicz Katajew lub ros. Евгений Петрович Петров, 1902–1942) – dwaj radzieccy autorzy prozy lat 20. i 30. XX wieku. Większość swoich tekstów pisali razem i prawie zawsze są określani jako „Ilf i Pietrow”. Pochodzili z Odessy.
Duet ten był prawdopodobnie najpopularniejszymi pisarzami satyrycznymi w okresie sowieckim, przedstawicielami „szkoły odeskiej” pisarzy humorystów i jednymi z najwybitniejszych, głównie żydowskich odessitów (rodowitych mieszkańców Odessy), którzy przenieśli się do pracy w stolicy ZSRR po zniesieniu ograniczeń dotyczących pobytu Żydów w Strefie Osiedlenia.

## Publikacje
Ilf i Petrov zyskali rozgłos dzięki dwóm powieściom satyrycznym: Dwanaście krzeseł (1928) i jej kontynuacja, Złote cielę (1931). Oba teksty łączy postać głównego bohatera, Ostapa Bendera, oszusta poszukującego nieuchwytnych bogactw. Obie książki śledzą wyczyny Bendera i jego współpracowników poszukujących skarbu we współczesnej sowieckiej rzeczywistości. Zostały one napisane i są osadzone w stosunkowo liberalnej erze w historii Związku Radzieckiego, Nowej Polityce Ekonomicznej lat dwudziestych. Główni bohaterowie generalnie unikają kontaktu z pozornie pobłażliwymi organami ścigania. Podkreślana jest ich pozycja poza zorganizowanym, nastawionym na cel, produktywnym społeczeństwem radzieckim. Daje to również autorom wygodną platformę, z której mogą przyglądać się temu społeczeństwu i naśmiewać się z jego mniej atrakcyjnych i mniej socjalistycznych aspektów. Są to jedne z najczęściej czytanych i cytowanych książek w kulturze rosyjskiej. Dwanaście krzeseł zostało zaadaptowanych na około dwadzieścia filmów; w Związku Radzieckim (przez Leonida Gajdaja i Marka Zacharowa), w Stanach Zjednoczonych (w szczególności przez Mela Brooksa) i w innych krajach.
Od końca lat dwudziestych do 1937 roku współautorzy napisali kilka sztuk teatralnych i scenariuszy filmowych, a także wiele humorystycznych opowiadań i artykułów satyrycznych w czasopismach „Chudak”, „30 days”, „Krokodił” i „Ogoniok” oraz w gazetach „Pravda” i „Litieraturnaja gazieta”. W pierwszych latach wspólnej twórczości Ilf i Pietrow publikowali swoje opowiadania i satyry pod parodystycznymi pseudonimami: Tołstojewski (złożony z nazwisk pisarzy Tołstoja i Dostojewskiego), Don Busilio (od Don Basilio, postaci z opery Cyrulik sewilski, i rosyjskiego czasownika busa – skandal, hałas), Zimny filozof i inne.